# Stamnodes proana
Stamnodes proana là một loài bướm đêm trong họ Geometridae.